# Elektra (registre linux)
Pour les articles homonymes, voir Elektra.
Elektra est un projet de bibliothèque logicielle servant à enregistrer les paramètres de configuration dans un emplacement central, selon un procédé analogue à la base de registre de Microsoft Windows (ou de dconf pour GNOME).
Le but visé est de remplacer les fichiers de configuration de linux au format texte par une structure unique de données hiérarchique. Le support de stockage serait une base de données Berkeley DB ou un fichier au format XML, utilisant la même structure que GConf. Ce projet est hébergé par SourceForge.net.

## Précisions
Il y aurait une interface de programmation (API) qui permettrait aux applications de lire et de mettre à jour la base de données sans passer par un démon. Le logiciel serait très léger, sans aucune dépendance logicielle, prêt à être utilisé dès la première étape de boot.
La syntaxe et la gestion des fichiers de configuration ne serait plus à revoir pour chaque application, comme c'est le cas actuellement.
Une gestion des permissions au niveau le plus fin serait possible.
Cette base de données n'est pas basée sur SQL.